# Société pour l'étude des traditions locales (Tchouvachie)
La Société pour l'étude des traditions locales (en russe : Общество изучения местного края, en tchouvache : Тăван ене тĕпчев пĕрлĕх) est une importante société culturelle située à Tcheboksary, en Tchouvachie (Russie).

## Historique
La société est fondée le 12 février 1921 dans le cadre des activités du Musée national tchouvache. Le statut juridique est approuvé le 16 avril 1921.
Dans les années 1930, ses membres, accusés par le régime d'être trop nationalistes et bourgeois, sont réprimés et la société dissoute. Elle reprend ses activités en 1991.

## Activités
Établie au Musée national tchouvache, la société effectue des études approfondies sur la région et publie des documents scientifiques concernant le territoire et les provinces proches, participant ainsi à la diffusion de la culture tchouvache.